# Pierre Elemans
Petrus Ignatius Antonius (Pierre) Elemans (Ravenstein, 17 januari 1933 – 27 december 1984) was een Nederlands politicus van het CDA.
Hij werd geboren als zoon van Petrus Godefridus Elemans (architect, 1893-1964) en Johanna Gertruda Maria van den Hoogen (1901-1974). Zelf was hij in Oss wethouder van stadsontwikkeling, volkshuisvesting en grondbeheer voor hij met ingang van 16 december 1984 benoemd werd tot burgemeester van Erp. Anderhalve week later overleed hij op 51-jarige leeftijd. Hij werd begraven op de 'Begraafplaats Hoogen Heuvel' in Oss.